# Bel-Ami (pièce de théâtre)
Pour les articles homonymes, voir Bel-Ami (homonymie).
Bel-Ami est une pièce de théâtre, en 4 actes et 8 tableaux, de Fernand Nozière d'après le roman de Guy de Maupassant, représentée pour la première fois le 23 février 1912, au Théâtre du Vaudeville.

## Historique
Lorsque les héritiers de Guy de Maupassant donnent l'autorisation de tirer de Bel-Ami une pièce pour le théâtre du Vaudeville, ils spécifient que la première représentation doit avoir lieu avant le 1er mars 1912. Paul Porel engage pour cette date Gabrielle Dorziat, Véra Sergine, Juliette Clarens et Madeleine Dolley.

## Argument
Le premier tableau se passe dans le jardin des Folies-Bergère. Les personnages : Forestier, journaliste et sa femme Madeleine, la jolie Clotilde de Marelles, le comte de Vandrec, protecteur discret de Madeleine; M. Walter, riche et puissant directeur de la Vie française; Mme Walter, encore belle malgré la quarantaine. Enfin, Georges Duroy, « Bel-Ami», petit journaliste ambitieux, mais encore pauvre, il accepte que sa maîtresse, Mme de Marelles, lui prête de l'argent. Il passe, dédaigneux, à côté d'une habituée du promenoir, dont il n'a pas toujours repoussé les faveurs : celle-ci se met a l'insulter, ainsi que Mme de Marelles, et il doit fuir sous les quolibets de la galerie, et sous des injures d'une terrible précision.
Bel Ami, qui plaît aux femmes, se réconcilie avec Clotilde, qui lui en voulait de la scène des Folies-Bergère. Il fait une cour discrète à Madeleine Forestier; il se montre très aimable avec Mme Walter, qui y est sensible, et avec sa fille Suzanne. Enfin, il a la chance d'avoir un duel : le voilà tout à fait lancé.
Forestier, très malade, doit partir pour Menton. Ses amis viennent le voir. Il sait qu'il est perdu, il demande un prêtre. Et pendant qu'il agonise, Bel Ami parle avec Madeleine, qui a été pour son mari une collaboratrice précieuse : c'est elle qui rédigeait tous ses articles. Bel Ami songe de quelle aide elle lui serait ; son ami Forestier n'est pas encore mort qu'il fait déjà des projets.
Un an après, il a franchi une nouvelle étape: il a une situation importante à la Vie française. Il organise, avec Walter et un député du nom de Laroche-Mathieu, une campagne de presse pour obliger le gouvernement à faire une expédition au Maroc et il cherche de plus en plus à arriver par les femmes; il fait une déclaration brûlante à Mme Walter, qui le repousse trop pour n'être pas violemment éprise de lui; il s'aperçoit qu'il plait à la jeune Suzanne. Enfin Madeleine Forestier, dont le deuil va expirer, lui annonce qu'elle accepte de devenir sa femme. Bien entendu, Bel Ami continue à garder pour maîtresse Mme de Marelles, qui lui plaît. Clotilde lui jette bien son mépris à la figure, quand il lui apprend son mariage, mais elle lui donne un rendez-vous un instant après.
Marié, Bel Ami tire du mariage tous les profits. Madeleine lui est bien utile pour ses articles. Le député Mathieu-Laroche, familier de la maison, lui a promis la croix de la Légion d'honneur. Le comte de Vaudrec est mort, en laissant un million à Madeleine, et Bel Ami s'en fait cyniquement remettre la moitié. Il n'a qu'un ennui: la passion que Mme Walter lui a vouée; après bien des luttes, elle lui a cédé ; mais il s'est vite lassé d'elle et repousse son amour avec brutalité, tout en profitant des tuyaux de bourse qu'elle lui donne. En revanche, il est de plus en plus empressé auprès de sa fille Suzanne, dont il a fait la conquête. Madeleine, maintenant le gêne dans son ambition : il va se débarrasser d'elle. Il l'a toujours soupçonnée d'être la maîtresse de Mathieu-Laroche, devenu ministre des affaires étrangères. Il s'arrange pour la surprendre en flagrant délit, le ministre fait piteuse figure; Madeleine est crâne et cynique. Mais Bel Ami est arrivé à ses fins. Tout de suite après son divorce, il organise son plan de campagne. Comme il prévoit l'opposition de Walter et de sa femme à son mariage avec leur fille, il décide Suzanne à se laisser enlever. Suzanne déclare à ses parents qu'elle veut épouser Bel Ami. Walter s'indigne, Mme Walter refuse avec horreur et effroi. Alors, Suzanne s'enfuit la nuit et va retrouver Bel Ami. Devant la peur du scandale, Walter comprend qu'il n'a plus qu'à céder. Sa femme, torturée par la passion et la jalousie, s'évanouit aux pieds d'un Christ qui ressemble à son amant.
Le dernier tableau représente la sacristie de la Madeleine. C'est le jour du mariage. Et c'est le triomphe de Bel Ami, les reporters et les photographes l'assaillent. Tout-Paris est venu assister à la cérémonie. Il reçoit les félicitations du gouvernement. On lui prédit déjà la députation et le portefeuille ministériel. Il parade devant la foule et se redresse avec orgueil. Il ne fait même pas attention à sa victime, Mme Walter, vieillie de dix ans et brisée. Il ne voit que le fin visage et la silhouette élégante de Mme de Marelles qui s'avance vers lui pour le féliciter, et qui lui serre doucement la main d'un air de complicité; elle est la maîtresse docile et charmante qu'on retrouve toujours, et qui suit Bel Ami, à toutes les étapes du succès et de la gloire.

## Distribution
| Rôles                              | Première 23 février 1912 Théâtre du Vaudeville |  |
| ---------------------------------- | ---------------------------------------------- |  |
| Georges Duroy (Bel-Ami)            | Jean Dax                                       |  |
| Madeleine Forestier                | Gabrielle Dorziat                              |  |
| Madame Walter                      | Véra Sergine                                   |  |
| Suzanne Walter                     | Juliette Clarens                               |  |
| Clotilde de Marelle                | Madeleine Dolley                               |  |
| Laroche-Mathieu                    | Duquesne                                       |  |
| Forestier                          | Léon Lérand.                                   |  |
| Walter                             | Jean Joffre                                    |  |
| Vandrec                            | Maurice Luguet.                                |  |
| Norbert de Varennes, poète         | Pierre Juvenet                                 |  |
| Le commissaire de Police           | Cousin                                         |  |
| Un monsieur                        | Vertin                                         |  |
| L'abbé Ranvier                     | Chanot                                         |  |
| Schram                             | Jean Guilton                                   |  |
| Le directeur                       | Dorgel                                         |  |
| Un reporter                        | Chartrettes                                    |  |
| Jean                               | Henri Barbat                                   |  |
| Saint-Pothain                      | Bosc                                           |  |
| Le cinématographe                  | Paulain                                        |  |
| la servante de l'hôtel             | Ellen Andrée                                   |  |
| Madame Richard, amie de Mme Walter | Mlle Farna                                     |  |
| Jeanne                             | Berthe Fusier                                  |  |
| La bouquetière                     | Marcelle Gaydon                                |  |
| Rose Walter                        | Yvonne Dario                                   |  |
| Mademoiselle Rémol                 | Maud Gypsy                                     |  |
| Une fille                          | Mlle d'Orval                                   |  |
| Une femme des Folies Bergère       | Mlle Lagrange                                  |  |
| Une débitante                      | Marinda                                        |  |
|                                    | Lucienne Leprince                              |  |
|                                    | Paule Darlet                                   |  |
|                                    | S. Glory                                       |  |

## Critiques
« Nozière a développé plus personnellement deux tableaux, celui du flagrant délit, et celui où Mme Walter est torturée par une jalousie angoissante, tombe évanouie, terrassée par la vision qu'elle évoque du couple étroitement enlacé. Cette scène neuve, d'une humanité violente, a été pour Mlle Véra Sergine l'objet d'un réel triomphe. La salle entière a acclamé la tragédienne dont les accents désespérés ont supplicié nos propres cœurs. Depuis longtemps nous avions prédit à cette belle artiste une des premières places dans la comédie dramatique moderne. »
— Édouard Noël et Edmond Stoullig.